# The Flashlight
The Flashlight (também conhecido como The Flashlight Girl) é um filme mudo norte-americano de 1917, do gênero drama, dirigido por Ida May Park e estrelado por Lon Chaney.

## Elenco
- Dorothy Phillips - Delice Brixton
- William Stowell - Jack Lane
- Lon Chaney - Henry Norton e Porter Brixton
- Alfred Allen - John Peterson
- George Berrell - Barclay (como George Burrell)
- Evelyn Selbie - Sra. Barclay
- Clyde Benson
- Orin Jackson - Howard, servo do Jack Lane (como O.C. Jackson)
- Mark Fenton - Judge